# Gregor von Elvira
Gregor von Elvira († nach 392) war ein Bischof von Eliberis (heute: Elvira bei Granada).
Er war ein radikaler Vorkämpfer gegen den Arianismus in Spanien und als Anhänger von Bischof Lucifer von Calaris ein führender Luciferianer.
Er wird in Spanien als Heiliger der Katholischen Kirche verehrt. Sein Gedenktag ist der 24. April.